# Dinko Bertoncelj
Dinko Bertoncelj, slovenski plezalec in pisatelj, * 31. julij 1928, Jesenice.
Bil je prvi Slovenec v Himalaji  in verjetno tudi na Antarktiki.

## Življenjepis
Leta 1945 je odšel v Avstrijo, do 1948 živel v taborišču v kraju Špital ob Dravi,  nato odšel v Argentino in se naselil v Bariločah. Tam se je ukvarjal s športom, uspešno tekmoval v alpskem smučanju, smučarskih tekih ter se ukvarjal s plezanjem v Andih. V letih 1952−1960 je bil med najuspešnejšimi argentinskimi plezalci. Opravil je številne prvenstvene vzpone v bariloških gorah, prvega na Campanile Esloveno in Torre Tuma, bil član več odprav, in 1952 opravil prvi pristop na San Valentin, najvišji vrh Patagonije. Leta 1954 je bil član prve argentinske odprave v Centralno Himalajo na Dhaulagiri, dosegel višino 7500 mnm, kar je bil takrat slovenski višinski rekord. V letih 1956−1959 je živel in delal v argentinski bazi na Antarktiki. Od 1961 je bil smučarski učitelj; organiziral je in vodil prvo argentinsko smučarsko šolo Club Andino Bariloche.      
Bil je sodelavec revije Gore, glasila Slovenskega planinskega društva Bariloče v kateri je objavljal članke in črtice o svojih vzponih in pohodih in soavtor (skupaj z Vojkom Arkom) knjige Dhaulagari, ki je izšla 1956 v Buenos Airesu.